# Першомар'ївка
Першома́р'ївка — село Миколаївської міської громади Краматорського району Донецької області, Україна. Населення становить 45 осіб.

## Транспорт
Селом проходить автошлях місцевого значення:
- С051417 Першомар'ївка — Малинівка — М03 (15,4 км; через Васютинське, Тихонівка)